# Karl August Folkers
Karl August Folkers (1.9.1906 – 7.12.1997) là nhà hóa sinh người Mỹ, nổi tiếng về việc đã tách được vitamin B12.

## Cuộc đời và Sự nghiệp
Folkers sinh tại Decatur, Illinois. Ông đậu bằng cử nhân khoa học ở Đại học Illinois năm 1928 và bằng tiến sĩ ở Đại học Wisconsin năm 1931, sau đó sang nghiên cứu hậu tiến sĩ ở Đại học Yale. Ông vào làm việc trong Công ty dược phẩm Merck & Co. từ năm 1934.

## Gia đình
Folkers kết hôn với Selma Leona Johnson ngày 30.7.1932. Họ có hai người con: Cynthia Carol và Richard Carl.

## Giải thưởng và Vinh dự
- Huy chương Perkin năm 1960
- Chủ tịch Hội Hóa học Hoa Kỳ năm 1962
- Huy chương Priestley năm 1986.
- Huy chương Khoa học quốc gia (Hoa Kỳ) năm 1990

## Tác phẩm
- 1931 (với H. Adkins): The catalytic hydrogenation of esters to alcohols. J. Am. Chem. Soc. 53:1095-97.
- 1934 (với T. B. Johnson): Hydrogenation of cyclic ureides under elevated temperatures and pressures I. 2-keto-1,2,3,4-tetrahydropyrimidines. J. Am. Chem. Soc. 56:1180-85.
- 1939 (với S. A. Harris và E. T. Stiller): Structure of vitamin B6. II. J. Am. Chem. Soc. 61:1242-44.
  - (với S. A. Harris): Synthesis of vitamin B6. I-II. J. Am. Chem. Soc. 61:1245-47, 3307-10.
- 1940 (với E. T. Stiller, S. A. Harris, J. Finkelstein, và J. C. Keresztesy): Pantothenic acid. VIII. The total synthesis of pure pantothenic acid. J. Am. Chem. Soc. 62:1785-90.
- 1942 (với V. du Vigneaud, D. B. Melville, D. E. Wolf, R. Mozingo, J. C. Keresztesy, và S. A. Harris): The structure of biotin: A study of desthiobiotin. J. Biol. Chem. 146:475-85.
- 1944 (với S. A. Harris, D. E. Wolf, R. Mozingo, R. C. Anderson, G. E. Arth, N. R. Easton, D. Heyl, và A. N. Wilson): Biotin. II. Synthesis of biotin. J. Am. Chem. Soc. 66:1756-57.
- 1945 (với F. A. Kuehl, Jr., R. L. Peck, và A. Walti): Streptomyces antibiotics. I. Crystalline salts of streptomycin and streptothricin. Science 102:34-35.
- 1948 (với F. A. Kuehl, Jr., R. L. Peck, và C. E. Hoffhin, Jr.): Streptomyces antibiotics. XVIII. Structure of streptomycin. J. Am. Chem. Soc. 70:2325-30.
- 1950 (với D. E. Wolf, W. H. Jones, và J. Valiant): Vitamin B12. XI. Degradation of vitamin B12 to Dg-1-amino-2-propanol. J. Am. Chem. Soc. 72:2820.
- 1952 (với E. A. Kaczka, D. Heyl, và W. H. Jones): Vitamin B12. XXI. Crystalline α-ribazole phosphate and its synthesis. J. Am. Chem. Soc. 74:5549-50.
- 1953 (với E. A. Kaczka): Vitamin B12. XXII. Relation of α-ribazole phosphate to vitamin B12. J. Am. Chem. Soc. 75:6317-18.
- 1955 (với F. A. Kuehl, Jr., C. H. Shunk, và M. Moore): Vitamin B12. XXV. 3,3-Dimethyl-2,5-dioxopyrrolidine-4-propionamide: A new degradation product. J. Am. Chem. Soc. 77:4418-19.
- 1956 (với L. D. Wright, E. L. Cresson, H. R. Skeggs, G. D. E. MacRae, C. H. Hoffman, và D. E. Wolf): Isolation of a new acetate-replacing factor. J. Am. Chem. Soc. 78:5273-75.
  - (với D. E. Wolf, C. H. Hoffman, P. E. Aldrich, H. R. Skeggs, và L. D. Wright): β-Hydroxy-β-methyl-δ-valerolactone (divalonic acid), a new biological factor. J. Am. Chem. Soc. 78:4499.
- 1958 (với D. E. Wolf, C. H. Hoffman, N. R. Trenner, B. H. Arison, C. H. Shunk, B. O. Linn, và J. F. McPherson): Coenzyme Q. I. Structure studies on the coenzyme Q group. J. Am. Chem. Soc. 80:4752.
- 1967 (với P. Friis và G. D. Daves, Jr.): Complete sequence of biosynthesis from p-hydroxybenzoic acid to ubiquinone. J. Am. Chem. Soc. 88:4754-56.
- 1972 (với H. Sievertsson, J.-K. Chang, A. Von Klaudy, C. Bogentoft, B. Currie, và C. Bowers): Hypothalamic hormones. 35. Two syntheses of the luteinizing hormone releasing hormone of the hypothalamus. J. Med. Chem. 15:222-26.
- 1978 (với J. Y. Choe và A. B. Combs): Rescue by coenzyme Q10 from electrocardiographic abnormalities caused by the toxicity of adriamycin in the rat. Proc. Natl. Acad. Sci. U. S. A. 75:5178-80.
- 1982 (với J. M. Ellis, M. Levy, S. Shizukuishi, J. Lewandowski, S. Nishii, H. A. Schubert, và R. Ulrich): Response of vitamin B-6 deficiency and the carpal tunnel syndrome to pyridoxine. Proc. Natl. Acad. Sci. U. S. A. 79:7494-98.
- 1984 (với A. Wolaniuk và S. Vadhanavikit): Enzymology of the response of the carpal tunnel syndrome to riboflavin and to combined riboflavin and pyridoxine. Proc. Natl. Acad. Sci. U. S. A. 81:7076-78.
- 1985 (với J. Wolaniuk, R. Simonsen, M. Morishita, và S. Vadhanavikit): Biochemical rationale and the cardiac response of patients with muscle disease to therapy with coenzyme Q10. Proc. Natl. Acad. Sci. U. S. A. 82:4513-16.
- 1988 (với A. Ljungqvist, D.-M. Feng, W. Hook, Z.-X. Shen, và C. Bowers): Antide and related antagonists of luteinizing hormone release with long action and oral activity. Proc. Natl. Acad. Sci. U. S. A. 85:8236-40.
- 1990 (với P. Langsjoen, R. Willis, P. Richardson, L.-J. Xia, C.-Q. Ye, và H. Tamagawa): Lovastatin decreases coenzyme Q levels in humans. Proc. Natl. Acad. Sci. U. S. A. 87:8931-34.
- 1995 (với R. Simonsen): Two successful double-blind trials with coenzyme Q10 (vitamin Q10) on muscular dystrophies and neurogenic atrophies. Biochim. Biophys. Acta 1271:281-86.